# آرپایزه
آرپایزه (به ایتالیایی: Arpaise) یک کومونه در ایتالیا است که در استان بنونتو واقع شده‌است.

## خصوصیات
آرپایزه ۶٫۶ کیلومترمربع مساحت و ۸۸۶ نفر جمعیت دارد.